# Большой крючкоклюв
Большой крючкоклюв (лат. Diglossa major) — вид птиц из семейства танагровых. Птицы обитают в субтропических и тропических горных влажных лесах, горных полянах и кустарниковых местностях, на высоте 1300—2800 над уровнем моря. Длина тела 16,5 см, масса около 22 грамм.
Выделяют четыре подвида:
- Diglossa major gilliardi — в юго-восточном Боливаре в Ауянтепуй (юго-восточная Венесуэла);
- Diglossa major disjuncta — тепуи на западной стороне от Гран Сабана (включая Патаритепуи (исп. Ptari-tepui), Сороропантепуи (исп. Sororopán-tepui), Уаипантепуи (исп. Uaipán-tepui), Апрадатепуи (исп. Aprada-tepui) и Акопантепуи (исп. Acopán-tepui)) на юго-востоке Венесуэлы;
- Diglossa major chimantae — Чимантатепуи на юго-востоке Боливии;
- Diglossa major major — Рорайма, включая расположения в Венесуэле, Бразилии и Гайане, также в Серро-Кукенан (исп. Cerro Cuquenán) и Уэитепуи (исп. Uei-tepui), на крайнем юго-востоке Боливара в Венесуэле.